# 温溪镇
温溪镇，是中华人民共和国浙江省丽水市青田县下辖的一个乡镇级行政单位。

## 历史
温溪镇的大部分历史上属于永嘉县管辖，民国37年（1948年）8月1日划入青田县设温溪乡。次年解放后设温溪镇。1958年大跃进时改为温溪人民公社及下属温溪管理区。1964年浙江省人民委员会民字386号批复，建制为温溪镇，但直到1980年才正式恢复设温溪镇。为当时温溪区（辖温溪镇及6乡）的中心。1992年撤区扩镇并乡后，原东岸乡和港头乡并入温溪镇。

## 人口
2000年人口普查时，温溪镇的人口为35987人，2010年人口普查时增加到62407人，其中很大一部分为外来劳工。温溪镇本地居民分别使用温州话和青田话，大致以1948年以前的县界为界，原温溪镇全部和原东岸乡的一部分本使用温州话，原东岸乡的沙埠村及以西和原港里乡使用青田话。

## 文化
- 温溪镇高级中学（位于沙埠村）

## 行政区划
温溪镇下辖以下地区：
- 镇区8个居民委员会：第一居民委员会、第二居民委员会、第三居民委员会、第四居民委员会、第五居民委员会、第六居民委员会、第六居民委员会、第八居民委员会

其中第一至第五居民委员会，为1980年正式恢复温溪镇建制时已设置。第六至第八居民委员会为21世纪第一个10年期间所增设，第八居为安置滩坑水电站库区移民而设置。
- 22个村民委员会
  - （原温溪镇区域）：温溪村、学神村、尹山头村、温溪新村（1993年由金坑头、下龙、西寮、三个脑、汪坑、大平六个村合并为温溪新村）
  - （原东岸乡区域）：东岸村、大垟下村、周岙村、沙门村、呈岙村、林岙村、新西村、汛桥村、洲头村、沙埠村、塘里岙村
  - （原港头乡区域）：港头村、新垟村、寺下村、小峙村、高岗村、大头田村、龙叶村

其中温溪村、学神村、尹山头村大部，均位于温溪镇区内。港头村和新垟村的主要居民区因兴建工业区已经连为一体，构成一个独立的镇区。